# KS Wetteren
Maillots
Dernière mise à jour : 7 août 2016.
Le Koninklijk Standaard Wetteren était un club de football belge basé à Wetteren. Le club qui portait des équipements « vert et jaune » a évolué pendant 27 saisons dans les séries nationales, dont 3 en Division 2.
Redescendu en "Promotion", le cercle annonce en mai 2015 qu'il s'unit avec son voisin du R. RC Wetteren-Kwatrecht (matricule 95). Peu après, on apprend que le "matricule 5479" du Standaard Wetteren est cédé à un projet bruxellois visant à recréer un cercle portant les initiales RWDM.

## Historique
- 1930 : fondation du « club de quartier » (wijkclub) STANDAARD MOLENHOEK en 1930 ; Le club joue sans affiliation pendant quelque temps avant de rejoindre la Katholieke Vlaamsch Sportverbond Oost-Vlaanderen (fédération rivale de l'Union Royale Belge des Sociétés de Football Association (URBSFA))
- 1951 : changement de dénomination de STANDAARD MOLENHOEK en FOOTBALL CLUB STANDAARD WETTEREN le 07/05/1951. Affiliation à l'URBSFA sous la dénomination STANDAARD WETTEREN le 04/08/1952 ; le club reçoit le numéro matricule 5479
- 2001 : après obtention du titre de Société Royale le 04/08/2001, changement (officiel) de dénomination en KONINKLIJK STANDAARD WETTEREN (5479) le 01/07/2002 (note foot 100 asbl : le club avait sollicité la dénomination KONINKLIJKE VOETBALCLUB STANDAARD WETTEREN)
- 2009 : Champion en D3A et montée en Division 2 belge pour la première fois.
- 2015 : En mai 2015, KONINKLIJK STANDAARD WETTEREN (5479) s'unit avec son voisin du ROYAL RACING CLUB WETTEREN-KWATRECHT (95). Le matricule "5479" est cédé à un projet bruxellois visant à recréer un club dénommé R.W.D.M.

## Personnalités

### Entraîneurs
- Henk Houwaart
- Daniel Renders

## Résultats dans les divisions nationales
Statistiques mises à jour le 21 mai 2015

### Palmarès
- 1 fois champion de Belgique de Division 3 en 2009.
- 2 fois champion de Belgique de Promotion en 1989 et 2003.

### Bilan
| Niv | Divisions     | Jouées | Titres | TM Up | TM Down |
| --- | ------------- | ------ | ------ | ----- | ------- |
| I   | 1re nationale | 0      | 0      |       |         |
| II  | 2e nationale  | 3      | 0      |       |         |
| III | 3e nationale  | 20     | 1      | 1     | 1       |
| IV  | 4e nationale  | 4      | 2      | 1     |         |
| V   | 5e nationale  | 0      | 0      |       |         |
|     |               |        |        |       |         |
|     | TOTAUX        | 27     | 3      | 2     | 1       |

- TM Up : test-match pour départager des égalités, ou toutes formes de Barrages ou de Tour final pour une montée éventuelle.
- TM Down : test-match pour départager des égalités, ou toutes formes de Barrages ou de Tour final pour le maintien.

### Classements
| Ordre | Saison  | Nom du club           | Niveau             | Classement final | Remarques          |
| ----- | ------- | --------------------- | ------------------ | ---------------- | ------------------ |
| 1     | 1988-89 | Standaard Wetteren    | Promotion série A  | 1er/16           | Champion et promu! |
| 2     | 1989-90 | Standaard Wetteren    | Division 3 série A | 11e/16           |                    |
| 3     | 1990-91 | Standaard Wetteren    | Division 3 série A | 7e/16            |                    |
| 4     | 1991-92 | Standaard Wetteren    | Division 3 série A | 7e/16            |                    |
| 5     | 1992-93 | Standaard Wetteren    | Division 3 série A | 13e/16           |                    |
| 6     | 1993-94 | Standaard Wetteren    | Division 3 série A | 12e/16           |                    |
| 7     | 1994-95 | Standaard Wetteren    | Division 3 série A | 12e/16           |                    |
| 8     | 1995-96 | Standaard Wetteren    | Division 3 série A | 10e/16           |                    |
| 9     | 1996-97 | Standaard Wetteren    | Division 3 série A | 13e/16           |                    |
| 10    | 1997-98 | Standaard Wetteren    | Division 3 série A | 5e/16            |                    |
| 11    | 1998-99 | Standaard Wetteren    | Division 3 série A | 9e/16            |                    |
| 12    | 1999-00 | Standaard Wetteren    | Division 3 série A | 14e/16           | Barrages!          |
| 13    | 2000-01 | Standaard Wetteren    | Division 3 série A | 16e/16           | Relégué!           |
| 14    | 2001-02 | K. Standaard Wetteren | Promotion série A  | 4e/16            |                    |
| 15    | 2002-03 | K. Standaard Wetteren | Promotion série A  | 1er/16           | Champion et promu! |
| 16    | 2003-04 | K. Standaard Wetteren | Division 3 série A | 8e/16            |                    |
| 17    | 2004-05 | K. Standaard Wetteren | Division 3 série A | 8e/16            |                    |
| 18    | 2005-06 | K. Standaard Wetteren | Division 3 série A | 3e/16            | Tour final!        |
| 19    | 2006-07 | K. Standaard Wetteren | Division 3 série A | 7e/16            |                    |
| 20    | 2007-08 | K. Standaard Wetteren | Division 3 série A | 13e/16           |                    |
| 21    | 2008-09 | K. Standaard Wetteren | Division 3 série A | 1er/16           | Champion et promu! |
| 22    | 2009-10 | K. Standaard Wetteren | Division 2         | 10e/19           |                    |
| 23    | 2010-11 | K. Standaard Wetteren | Division 2         | 12e/18           |                    |
| 24    | 2011-12 | K. Standaard Wetteren | Division 2         | 18e/18           | Relégué!           |
| 25    | 2012-13 | K. Standaard Wetteren | Division 3 série A | 12e/18           |                    |
| 26    | 2013-14 | K. Standaard Wetteren | Division 3 série A | 18e/18           | Relégué!           |
| 27    | 2014-15 | K. Standaard Wetteren | Promotion série A  | 9e/16            |                    |